# 西庙台子站
西庙台子站位于哈尔滨铁路枢纽江北联络线，西咽喉的两条正线分别连接到滨洲铁路的庙台子站与万东线路所，东咽喉一条正线沿江北联络线到徐南线路所。

## 设施
车站原有到发线4条，含2条正线。到发线有效长825m-937m。改造后新增到发线1条，到发线延长至1050米，全部实现电气化。